# Petra Seliškar
Petra Seliškar (* 1978 in Ljubljana) ist eine slowenische Regisseurin, Drehbuchautorin und Filmproduzentin von Dokumentarfilmen.

## Leben und Karriere
Petra Seliškar machte ihren Abschluss in Regieführung von Dokumentarfilmen an der niederländischen Film- und Fernsehakademie und setzte ihre Ausbildung in Großbritannien fort, wo sie 2001 einen Master in Media Studies an der Northern Media School in Großbritannien erhielt.
Im Jahr 2003 gründete sie mit Brand Ferro die Filmproduktionsfirma Peter Pan Film Production in Slowenien und Nordmazedonien. Gemeinsam riefen sie 2010 das kreative Dokumentarfilmfest MakeDox in Nordmazedonien ins Leben. Als Stärke ihrer Zusammenarbeit gilt ihre Herangehensweise an Musik, Film und neue Technologie. Petra Seliškar widmet sich als Filmschaffende ausschließlich Dokumentarfilmen, für die sie Regie führt, Drehbücher schreibt und Produzentin ist.
Mit ihrem Dokumentarfilm Mother Europe nahm sie 2013 am Triest Film Festival teil. In diesem Roadmovie wird ihre Tochter Terra gezeigt, wie sie im Alter von sechs Jahren mit ihren Eltern von Skopje nach Triest reist sowie was sie an den Grenzübergängen und auf der gesamten Reise erlebt. Über den Film schrieb Vladan Petković auf cineuropa.org: „Often visually lyrical and childishly humorous, these sections [of fascinating archive material] take the film into today's perspective and finely counterpoint the historical angle.“ (Oft visuell lyrisch und kindlich humorvoll, führen diese Abschnitte [mit faszinierendem Archivmaterial] den Film in die heutige Perspektive und setzen einen feinen Kontrapunkt zum historischen Blickwinkel.). Im Jahr 2020 saß sie in der Jury des DOK.horizonte-Wettbewerbs beim DOK.fest München.
2023 erschien ihr Film Body, in dem sie über 20 Jahre lang die Autoimmunkrankheit ihrer Freundin Urška schildert. Diese übte früher den Beruf eines Fotomodells aus und ist heute professionelle Pianistin. Der Dokumentarfilm verbindet intime Gespräche und kreative Bilder, um die Geheimnisse des menschlichen Körpers sowie die Kraft von Kunst und Freundschaft zu erforschen.
Für ihren Film The Mountain Won’t Move (2024) schrieb sie das Drehbuch, führte auch Regie und war an der Produktion beteiligt. Der Film feierte seine Weltpremiere beim Internationalen Dokumentarfilmfestival Visions du Réel in Nyon und war Teil des Programms des Internationalen Dokumentarfilmfestivals München 2025, wo er für den Preis der SOS-Kinderdörfer nominiert wurde. In dem Film wird eine Berghöhe in Nordmazedonien gezeigt, auf der 600 Schafe, mehrere Schäferhunde und eine kleine Hütte zu sehen sind. Mehrere Brüder im Alter von 8 bis 20 Jahren hüten die Herde und unterhalten sich in ihren Arbeitspausen über ihre Zukunft.

## Filmografie (Auswahl)
- 2001: From the Dust of the Sun´s Rays (Regie, Drehbuch, Produktion)
- 2002: Turkisch Tea (Regie, Drehbuch)
- 2002: Window (Regie, Drehbuch)
- 2005: Turkish Tea (Regie, Drehbuch, Produktion)
- 2006: The Grandmothers of Revolution / Babice Revolucije (Regie, Drehbuch, Produktion)
- 2013: Mother Europe (Regie, Drehbuch, Produktion)
- 2014: My World is Upside Down (Regie, Drehbuch, Produktion)
- 2016: Water and Fire (Regie)
- 2020: The Farewell (Regie, Drehbuch)
- 2023: Body (Regie, Drehbuch, Produktion)
- 2025: The Mountain Won’t Move (Regie, Drehbuch, Produktion)
- 2025: My Summer Holiday (Regie, Drehbuch, Produktion)